# Hygrine
L'hygrine est un alcaloïde dérivé de la pyrrolidine (azolidine), présente naturellement, et essentiellement dans les feuilles de coca. Elle fut isolée pour la première fois par Carl Liebermann en 1889 (en même temps qu'un autre composé proche, la cuscohygrine) et identifiée comme alcaloïde présent avec la cocaïne dans la coca.
L'hygrine est extraite sous la forme d'une huile jaune, épaisse, au goût et à l'odeur âcre.